# Gotha Go 150
Il Gotha Go 150 era un aereo da turismo bimotore, biposto e monoplano ad ala bassa, realizzato dall'azienda tedesca Gothaer Waggonfabrik nella seconda parte degli anni trenta.
Benché il modello fosse destinato ufficialmente al mercato civile venne utilizzato in ambito militare come aereo da addestramento e da collegamento nel periodo prebellico.

## Storia del progetto
Tra il 1937 ed il 1938 il Reichsluftfahrtministerium (RLM) emise una specifica per la fornitura di un nuovo aereo da addestramento bimotore da destinare alle scuole di volo dei Nationalsozialistisches Fliegerkorps (NSFK). La Gothaer Waggonfabrik, che con il Go 145 era già riuscita ad aggiudicarsi una fornitura precedente per un modello monomotore, decise di sviluppare un nuovo modello per concorrere all'appalto.

### Sviluppo
Lo sviluppo del nuovo modello, al quale venne assegnata la designazione RLM Go 150, venne affidato all'ingegnere Albert Kalkert, legato all'azienda dalla ripresa del settore aeronautico che ne assunse la direzione del gruppo di progettazione.
L'impostazione del Go 150 era classica; monoplano bimotore ad ala bassa con carrello d'atterraggio fisso e cabina di pilotaggio chiusa.
Il prototipo venne portato in volo per la prima volta nel 1937 con buoni risultati, cosa che determinò l'avvio della produzione in serie. Le esigenze di produzione a scopo bellico del periodo relegarono però ad un ruolo secondario la produzione del modello, il quale venne realizzato solamente in dieci esemplari oltre ai due prototipi iniziali.

## Impiego operativo
Benché il modello fosse destinato ufficialmente al mercato civile, il Go 150 venne utilizzato prima nelle scuole di volo dell'NSFK, istituzione governativa paramilitare che di fatto preparava i futuri piloti militari destinati alla Luftwaffe, poi dalla stessa Luftwaffe, pur mantenendo i codici identificativi civili, nel ruolo di aereo da collegamento, rimanendo in servizio fino al 1940, anno in cui vennero radiati.

### Primati raggiunti
Le buone caratteristiche di volo suggerirono di poter puntare ad una serie di primati rilasciati dal Fédération Aéronautique Internationale (FAI) per velivoli della categoria. In quest'ambito, nel luglio 1939, riuscì a conquistare il record di altitudine raggiungendo la quota di 8 048 m.

## Utilizzatori

### Governativi
Germania
- Nationalsozialistisches Fliegerkorps (NSFK)

### Militari
Germania
- Luftwaffe